# Glatt daggkåpa
Glatt daggkåpa, även skrivet glattdaggkåpa, (Alchemilla glabra Neygenf), är en biart till den vanliga daggkåpan (Alchemilla vulgaris) med apomixis. Med detta menas att evolutionen skapat en hel rad av varandra mycket lika småarter, som lätt förväxlas med varandra. I taxon brukar för dessa småarter införas en särskild subnivå, kallad sektion med placering mellan släkte och art. Lista över småarter finns i artikeln Daggkåpa.

## Synonymer
- Alchemilla alpestris aukt
- Alchemilla suecica S E Fröhner

## Utseende

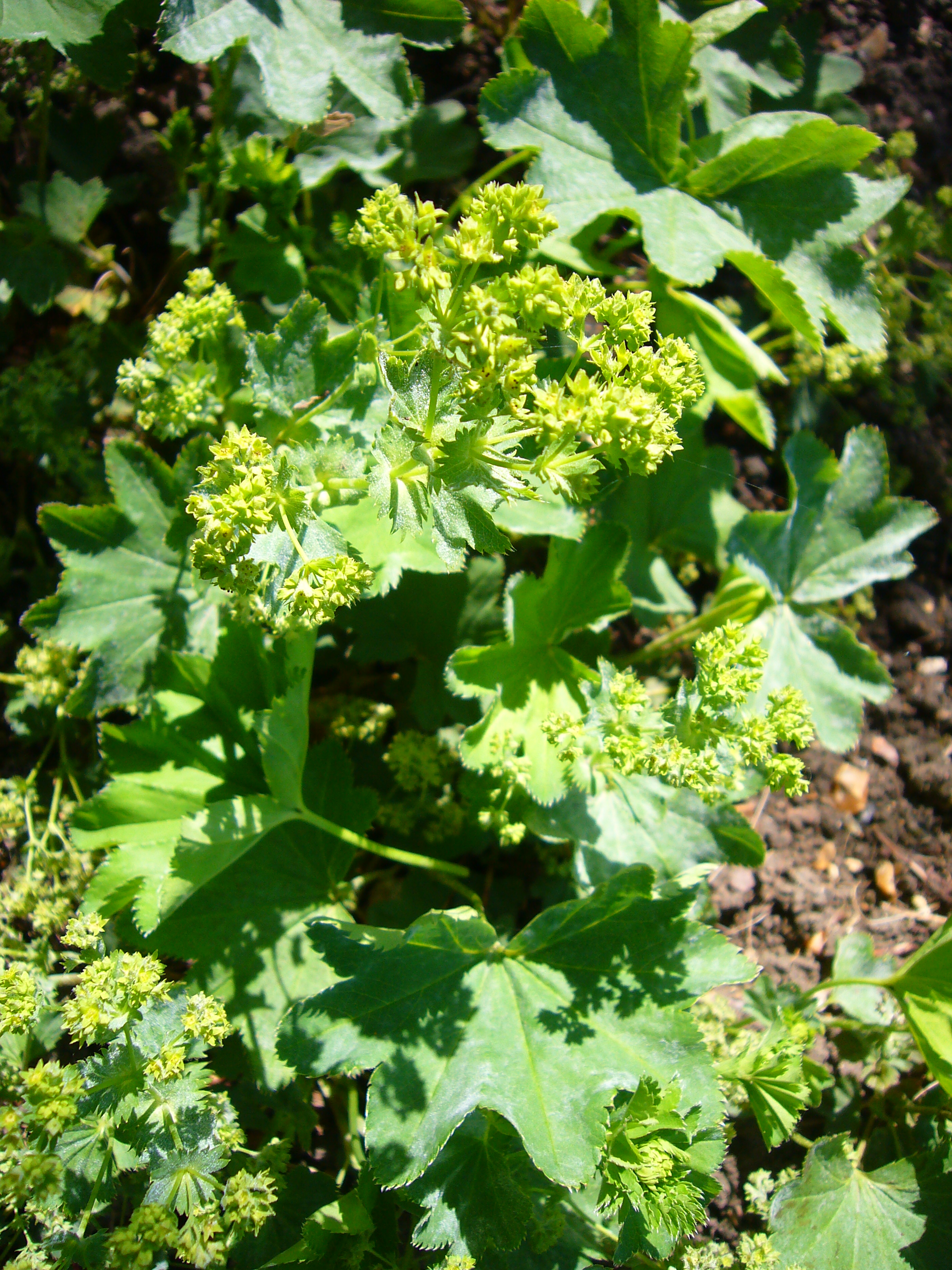
Blommor

Denna art skiljs ganska lätt från de snarlika inom sektionen genom att det gnisslar, om bladen gnids mot varandra. I övrigt karaktäriseras arten av att bladen har 7—9 flikar försedda med 13—19 olikstora taggar längs kanterna.

## Utbredning
Glatt daggkåpa är vanlig i Sverige från Skåne i söder till Medelpad i norr samt förekommer mindre vanligt norr därom ända upp till Torne lappmark. Vanlig i större delen av Norge, på Åland och i Litauen jämte angränsande områden. Förekommer sällsynt i södra Finland. Vanlig i Centraleuropa med avgränsning i söder av Pyreneerna och Alperna och med en svansliknande förlängning över Karpaterna. Sällsynt på västra Island och finns på några få platser i östligaste Kanada. Den är vanlig i östra Danmark.

## Habitat
Trivs bäst på fuktig mark; i Norrland gärna intill snölegor vars smältvatten skapar den fuktiga jordmån, som glatt daggkåpa vill ha.

## Etymologi
Alchemilla kommer av att man tidigare trodde att den lilla droppe som syns i bladen tidiga morgnar var en viktig ingrediens för alkemister. Ordet alchemilla kan härledas från arabiska al kemelyeh = kemi  Glabra kan härledas till latin glaber = kal med syftning på att nästan hela växten är alldeles kal. Alpestris betyder att växten finns i Alperna. Suecica kan översättas med svensk och kommer av det latinska namnet på Sverige, Suecia.
1. ↑  Elias Wessén: Våra ord, deras uttal och ursprung, Norstedts, Stockholm 1966